# Münchener Hypothekenbank
Die Münchener Hypothekenbank eG ist eine deutsche Hypothekenbank und Genossenschaftsbank mit Sitz in der bayerischen Landeshauptstadt München.

## Geschichte

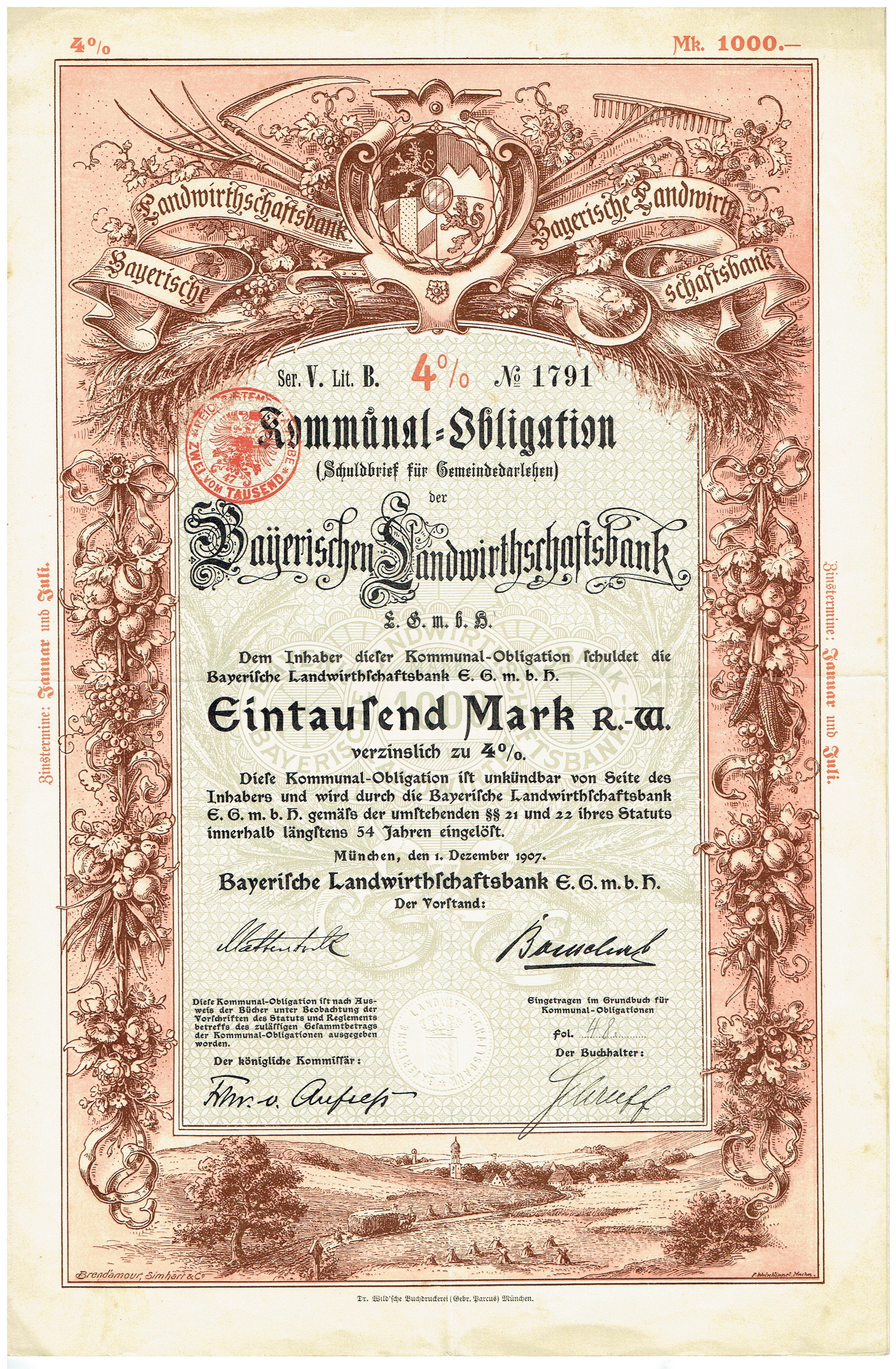
Kommunal-Obligation über 1000 Mark der Bayerischen Landwirthschaftsbank eGmbH vom 1. Dezember 1907

Das Unternehmen wurde am 2. Dezember 1896 als „Bayerische Landwirthschaftsbank“ in München gegründet und wurde vom Genossenschaftssektor sowie der damaligen Königlich Bayerischen Staatsregierung des Prinzregenten Luitpold unterstützt. Der Bayerische Staat gewährte als Gründungshilfe ein unverzinsliches Kapital von einer Million Goldmark und einen verzinslichen Betriebsvorschuss über eine Million Goldmark.
Ursprünglich engagierte sich die „Bayerische Landwirthschaftsbank“ auf dem agrarwirtschaftlichen Sektor, erweiterte jedoch nach dem Ende des Ersten Weltkriegs sukzessive ihre Geschäftsfelder hin zu einer umfassenden Hypothekenbank. 1971 wurde das Unternehmen daher in Münchener Hypothekenbank umbenannt.
Die Münchener Hypothekenbank, kurz MünchenerHyp oder MHB, ist eng mit dem Haus Wittelsbach verbunden: Schon 1897 gestattete Prinzregent Luitpold der Bank die Führung der bayerischen Königskrone in ihrem Siegel und bis 2011 war mit Max Emanuel Prinz von Bayern ein Mitglied des Hauses stellvertretender Vorsitzender des Aufsichtsrats.
Im Jahr 1971 erfolgte die Umfirmierung in Münchener Hypothekenbank eGmbH, die mit Eintragung vom 19. Februar 1974 auf die noch heute gültige Firmierung Münchener Hypothekenbank eG geändert wurde.
Anteilseigner der MünchenerHyp sind Primärbanken, genossenschaftliche Zentralbanken und ca. 55.000 Mitglieder/Eigentümer. Die MünchenerHyp ist Mitglied im Verband deutscher Pfandbriefbanken, im Bundesverband der Deutschen Volksbanken und Raiffeisenbanken (BVR) und im Baden-Württembergischen Genossenschaftsverband e. V.
Die Münchener Hypothekenbank eG ist eine der mitgliederstärksten Genossenschaftsbanken und eine der wenigen eigenständigen Pfandbriefbanken in Deutschland. Die Anteilseigner der Bank sind größtenteils Kunden sowie Banken der Genossenschaftlichen FinanzGruppe.
Am 26. Oktober 2014 wurde bekannt, dass die Münchener Hypothekenbank eG beim Banken-Stresstest der Europäischen Zentralbank als einziges deutsches Institut durchgefallen war, weil sie im Überprüfungszeitraum eine „nominelle Kapitallücke“ aufwies. Diese sei jedoch im Laufe des Jahres 2014 bereits geschlossen worden, teilten die Deutsche Bundesbank und die Bundesanstalt für Finanzdienstleistungsaufsicht mit. Nach Angaben von Louis Hagen, Sprecher des Vorstandes der Bank, hatte die Bank, „von Anfang an keine Chance, den Test zu bestehen“ und wegen der bekannten Kapitallücke eine Kapitalerhöhung durchgeführt.
Begünstigt durch den Immobilienboom und anhaltende Niedrigzinsen baute die Münchener Hypothekenbank eG ihr Neugeschäft in der Finanzierung von Wohn- und Gewerbeimmobilien seitdem deutlich aus. Sie entwickelte nachhaltige Immobilienfinanzierungen und emittierte ESG-Pfandbriefe.

## Rechtsverhältnisse
Die Münchener Hypothekenbank eG ist im Genossenschaftsregister beim Amtsgericht München unter GnR 396 eingetragen.

## Organisationsstruktur
Rechtsgrundlagen sind das Genossenschaftsgesetz und die durch die Vertreterversammlung beschlossene Satzung. Organe der Bank sind der Vorstand, der Aufsichtsrat und die Vertreterversammlung.

## Sicherungseinrichtung
Die Münchener Hypothekenbank eG ist der amtlich anerkannten Sicherungseinrichtung des Bundesverbandes der Deutschen Volksbanken und Raiffeisenbanken GmbH und der zusätzlichen freiwilligen Sicherungseinrichtung des Bundesverbandes der Deutschen Volksbanken und Raiffeisenbanken e. V. angeschlossen.

## Geschäftsausrichtung
Die Münchener Hypothekenbank eG befasst sich mit folgenden Geschäftsfeldern: 
- Private Immobilienfinanzierungen im Verbund mit den genossenschaftlichen Primärbanken
- Gewerbliche Immobilienfinanzierungen
- Immobilienbewertung
- Hypothekenpfandbriefe

## Geschäftsgebiet
Das Geschäftsgebiet liegt im gesamten Bundesgebiet.

## Kennzahlen
| Überschrift          | 2014   | 2015   | 2016   | 2017   | 2018   | 2019   | 2020   | 2021   | 2022   | 2023   | 2024   |
| -------------------- | ------ | ------ | ------ | ------ | ------ | ------ | ------ | ------ | ------ | ------ | ------ |
| Bilanzsumme (Mrd. €) | 36,340 | 38,099 | 38,509 | 38,905 | 40,391 | 42,872 | 48,558 | 52,538 | 52,405 | 54,060 | 54,515 |
| Mitarbeiterzahl      | 462    | 493    | 493    | 509    | 550    | 573    | 611    | 624    | 630    | 643    | 664    |